# 螣蛇增三
仙女座11，又名BD+47 4110，HD 219945、SAO 52907、HR 8874，是仙女座的一颗恒星，视星等为5.44，位于銀經107.66，銀緯-11.5，其B1900.0坐标为赤經23h 14m 50.1s，赤緯+48° -11.5′ 36″。